# Paryphanta
Paryphanta is een geslacht van weekdieren uit de klasse van de Gastropoda (slakken).

## Soort
- Paryphanta busbyi (Gray, 1850)